# Butryny
Butryny (deutsch Wuttrienen) ist ein Ort in der polnischen Woiwodschaft Ermland-Masuren. Er gehört zur Gmina Purda (Landgemeinde Groß Purden) im Powiat Olsztyński (Kreis Allenstein).

## Geographische Lage
Butryny liegt im Westen der Woiwodschaft Ermland-Masuren, 21 Kilometer südöstlich der Kreis- und Woiwodschaftshauptstadt Olsztyn (deutsch Allenstein).

## Geschichte

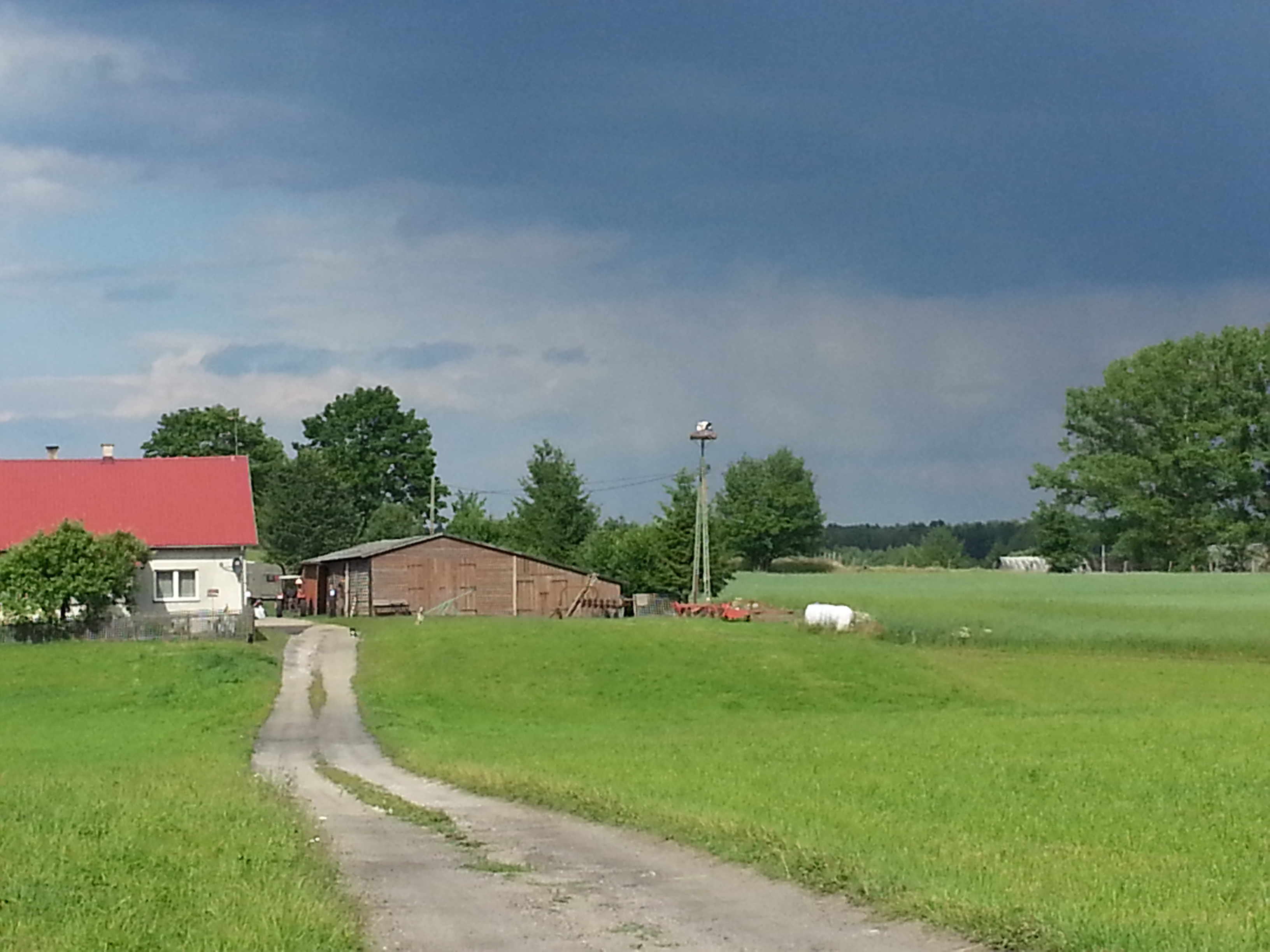
Anwesen Kolonia Butryny

### Ortsname
Der Name Wuttrienen leitet sich wohl vom prußischen wutris (utris,  vutris) ab und bedeutet „Schmied“.

### Ortsgeschichte

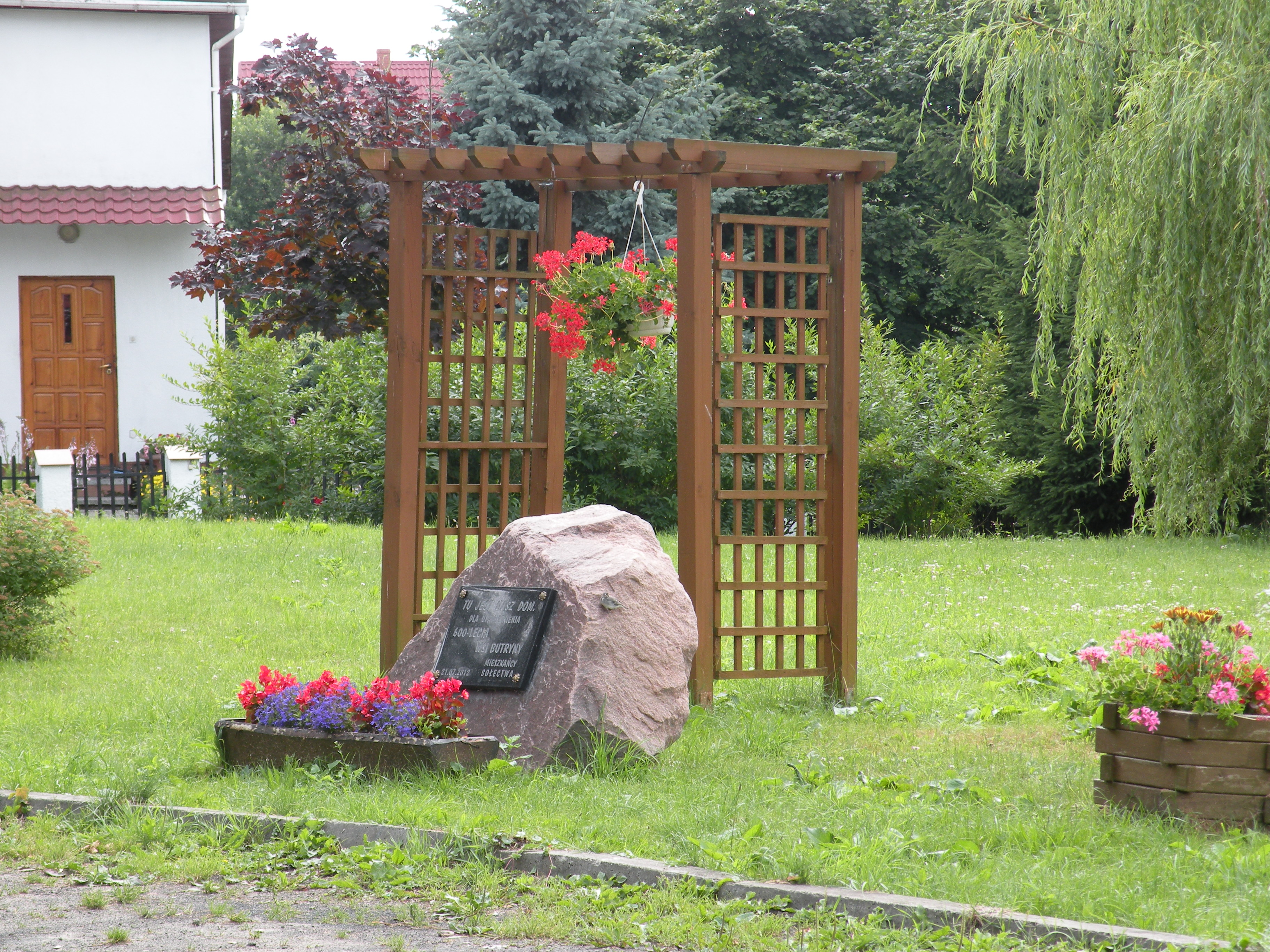
Erinnerungsstein zur 600-Jahr-Feier am 21. Juli 2012

Die Handfeste für das alte und damals Wutrinen genannte Kirchdorf wurde im Jahre 1412 verliehen. Die Volkszählung am 3. Dezember 1861 erbrachte für Wuttrienen 70 Wohngebäude bei 648 Einwohnern. Ein von mehreren Grundbesitzers auf der Feldmark Wuttrienen erstellter Ort wurde am 21. Januar 1857 „Neu Wuttrienen“ (polnisch Chaberkowo) benannt und in die Gemeinde Wuttrienen einbezogen.
Am 7. Mai 1874 wurde der Ort ein Amtsdorf und damit namensgebend für einen Amtsbezirk im Kreis Allenstein im Regierungsbezirk Königsberg (1905 bis 1945 Regierungsbezirk Allenstein) in der preußischen Provinz Ostpreußen. Die Landgemeinde Wuttrienen zählte am 1. Dezember 1910 insgesamt 786 Einwohner.
Bei der Volksabstimmung im Jahr 1920 votierten 306 Einwohner für Deutschland und 168 Einwohner für Polen. Die Zahl der Einwohner belief sich im Jahre 1933 auf 732 und 1939 auf 730.
Während des Zweiten Weltkrieges gab es in Wuttrienen ein Außenlager des Stalag I B Hohenstein (polnisch Olsztynek), in dem französische Kriegsgefangenen untergebracht waren.
Im Jahre 1945 kam Wuttrienen in Kriegsfolge mit dem gesamten südlichen Ostpreußen zu Polen. Das Dorf erhielt die polnische Namensform „Butryny“ und ist heute eine Ortschaft im Verbund der Landgemeinde Purda (Groß Purden) im Powiat Olsztyński (Kreis Allenstein), von 1975 bis 1998 der Woiwodschaft Olsztyn, seither der Woiwodschaft Ermland-Masuren zugehörig.
Im Jahre 2011 zählte Butryny 375 Einwohner. Am 21. Juli 2012 feierte das Dorf das 600-jähriges Bestehen.

### Amtsbezirk Wuttrienen (1874–1945)
Der Amtsbezirk Wuttrienen bestand bei seiner Errichtung 1874 aus drei Orten, am Ende waren es aufgrund struktureller Veränderungen doppelt so viele:
| Deutscher Name                              | Polnischer Name | Anmerkungen                               |
| ------------------------------------------- | --------------- | ----------------------------------------- |
| Alt Kaletka 1938–1945 Teerwalde             | Stara Kaletka   |                                           |
| Friedrichstädt                              | Pokrzywy        |                                           |
| Wuttrienen                                  | Butryny         |                                           |
| ab 1876: Neu Kaletka 1938–1945 Herrmannsort | Nowa Kaletka    | Neugründung 1876                          |
| ab 1886: Neu Bartelsdorf                    | Nowa Wieś       | bis 1886 Amtsbezirk Oberförsterei Ramuck  |
| ab 1886: Przykopp 1932–1945 Grabenau        | Przykop         | bis 1886: Amtsbezirk Oberförsterei Ramuck |

## Kirche

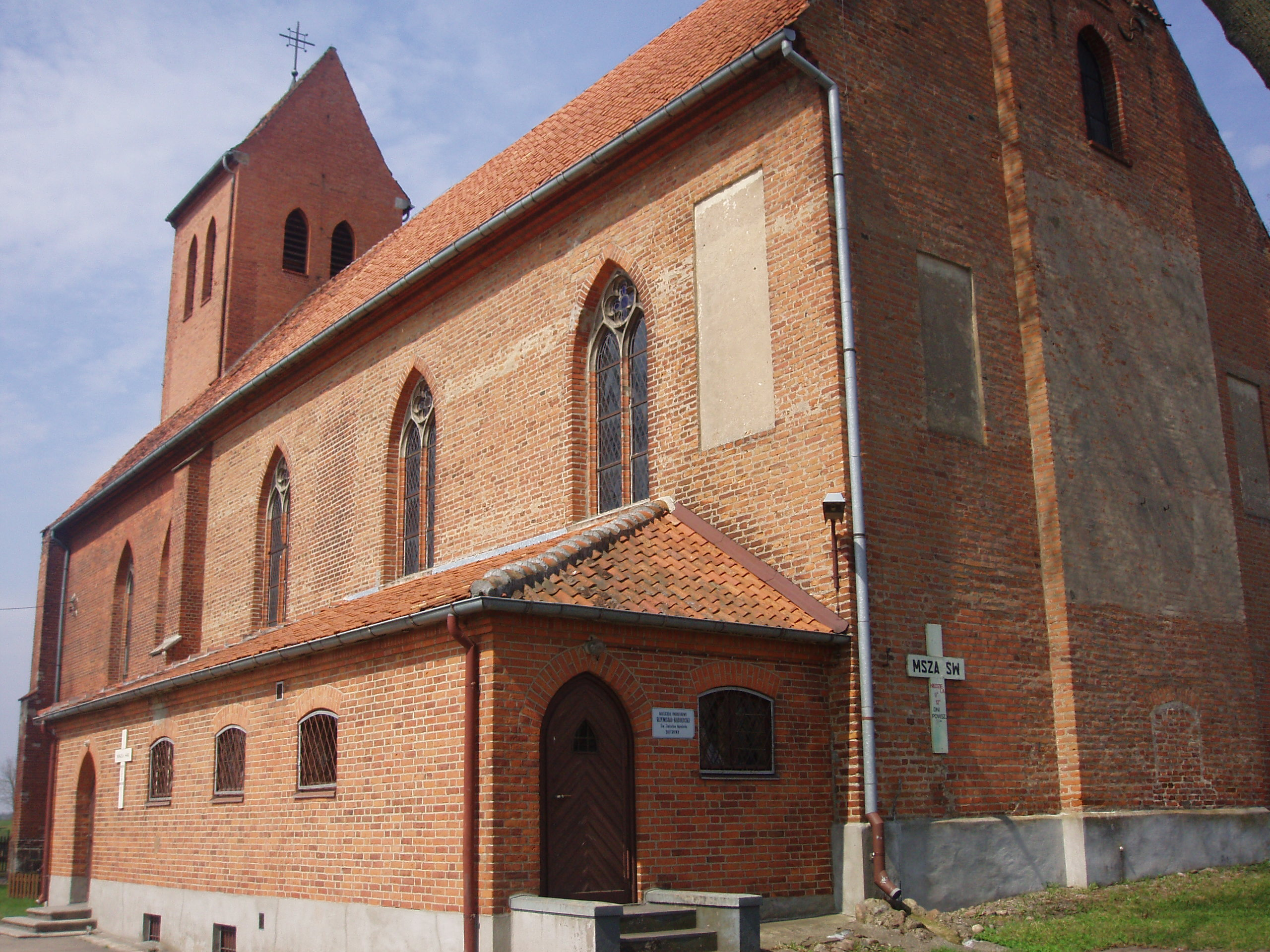
Die Kirche in Butryny

### Römisch-katholisch
Eine Kirche wurde in Wuttrienen bereits im Jahre 1412 gegründet. Mitte des 17. Jahrhunderts fällt das Gotteshaus einem Brand zum Opfer. Der Wiederaufbau erfolgte von 1680 bis 1689 in massiver Bauweise, und am 20. Mai 1701 konnte die Weihe stattfinden.
Im Jahre 1886 zerstörte ein Brand erneut die Kirche. Ein Jahr später erfolgte ein Neubau in neugotischem Stil unter Verwendung erhaltener alter Ostmauer sowie Seitenwände. Der Barockaltar der Jakobus-Kirche stammt aus dem Jahre 1681. Der Turm wurde erst im Jahre 1934 angebaut.
Die Pfarrei Butryny ist in das Dekanat Olsztyn IV-Jaroty im Erzbistum Ermland eingegliedert.

### Evangelisch
In Wuttrienen gab und in Butryny gibt es keine evangelische Kirche. Bis 1945 war das Dorf in die Kirche Neu Bartelsdorf in der Kirchenprovinz Ostpreußen der Kirche der Altpreußischen Union eingepfarrt. Heute gehört Butryny zur Christus-Erlöser-Kirche in Olsztyn (Allenstein) in der Diözese Masuren der Evangelisch-Augsburgischen Kirche in Polen.

## Verkehr
Butryny liegt an der verkehrstechnisch bedeutenden Woiwodschaftsstraße 598, die die Woiwodschaftshauptstadt Olsztyn mit der Landesstraße 58 Olsztynek (Hohenstein)–Szczuczyn verbindet. Zwei Nebenstraßen aus Nachbarorten enden zudem in Butryny.
Eine Anbindung an den Bahnverkehr besteht nicht.